# Campionato europeo di arrampicata 2000
Il Campionato europeo di arrampicata 2000 si è tenuto il 7 ottobre 2000 a Monaco di Baviera, Germania.

## Specialità lead

### Uomini
| Pos. | Atleta             | Paese    |
| ---- | ------------------ | -------- |
|      | Alexandre Chabot   | Francia  |
|      | Cristian Brenna    | Italia   |
|      | Evgeny Ovchinnikov | Russia   |
| 4    | David Caude        | Francia  |
| 5    | Sylvain Millet     | Francia  |
| 6    | Paul Dewilde       | Francia  |
| 7    | Serik Kazbekov     | Ucraina  |
| 8    | Roman Felix        | Svizzera |
| 9    | Simon Wandeler     | Svizzera |
| 10   | Bernardino Lagni   | Italia   |
| 10   | Matej Sova         | Slovenia |

### Donne
| Pos. | Atleta           | Paese    |
| ---- | ---------------- | -------- |
|      | Katrin Sedlmayer | Germania |
|      | Stéphanie Bodet  | Francia  |
|      | Marietta Uhden   | Germania |
| 4    | Elena Choumilova | Russia   |
| 5    | Muriel Sarkany   | Belgio   |
| 6    | Annatina Schultz | Svizzera |
| 7    | Sandrine Levet   | Francia  |
| 8    | Jenny Lavarda    | Italia   |
| 9    | Olga Shalagina   | Ucraina  |
| 10   | Luisa Iovane     | Italia   |

## Specialità speed

### Uomini
| Pos. | Atleta              | Paese    |
| ---- | ------------------- | -------- |
|      | Maksym Styenkovyy   | Ucraina  |
|      | Iakov Soubbotine    | Russia   |
|      | Alexandre Chaoulsky | Russia   |
| 4    | Vladislav Baranov   | Russia   |
| 5    | Alexei Gadeev       | Russia   |
| 6    | Csaba Komondi       | Ungheria |
| 7    | Andrey Vedenmeer    | Ucraina  |
| 8    | Tomasz Oleksy       | Polonia  |
| 9    | Kalin Garbov        | Bulgaria |
| 10   | Andrei Krivonos     | Ucraina  |

### Donne
| Pos. | Atleta                | Paese   |
| ---- | --------------------- | ------- |
|      | Olena Ryepko          | Ucraina |
|      | Tatiana Ruyga         | Russia  |
|      | Zosia Podgorbounskikh | Russia  |
| 4    | Svetlana Sutkina      | Russia  |
| 5    | Renata Piszczek       | Polonia |
| 6    | Nataliya Perlova      | Ucraina |
| 7    | Mayya Piratinskaya    | Russia  |
| 8    | Alena Ostapenko       | Ucraina |
| 9    | Natalia Novikova      | Russia  |
| 10   | Olga Zakharova        | Ucraina |